# FJL22
ARROWS Z FJL22（アローズ ジー エフジェイエル ニーニー）は、富士通モバイルコミュニケーションズ（富士通ブランド、現：FCNT）によって日本国内向けに開発された、auブランドを展開するKDDIおよび沖縄セルラー電話の第3世代/3.5世代（CDMA 1X WIN）、および第3.9世代移動通信システム（au 4G LTE）対応スマートフォンである。

## 概要
ISW13Fの事実上の後継機種で、約1年振りとなる富士通モバイル製端末である。
特徴としてLTEとWi-Fiの同時通信に対応しており、どちらかの電波が不安定な場合により電波の良い方につなぎ、安定した通信を行うことが可能となっている。また、画像ファイルとテキストファイルをそれぞれの回線で分けてダウンロードする事で、画面表示が止まることなくブラウジングする事ができる。ただし、このLTEとWi-Fiの同時通信はau向けのみの独自機能となっている。
デザイン面では、ARROWSシリーズの象徴である指紋センサーが従来の四角型から丸型に変更されており、指にフィットするようになっている。
バッテリー容量は2600mAh。同梱の卓上ホルダおよび専用ACアダプタの併用により、約10分で電池容量30％を超える充電が可能な他、卓上ホルダのアタッチメントを取り外すことで、本体にカバーを装着したままでの充電も可能となっている。また5.0インチのメインディスプレイにはRAMを搭載。画面データをRAMに一時的に保存することで、静止画面時の消費電力を大きく低減した。
キャッチコピーは「感動の電池持ちと超急速充電。LTEとWi-Fiの同時通信で快適ブラウジング。ストレスフリーな使い心地」。

## 主な機能
※PC向けWebブラウザが標準装備されている。携帯向けサイト(EZWeb)は他のスマートフォンやPCと同じく閲覧不可。
| 主な機能・対応サービス                                                  | 主な機能・対応サービス                           | 主な機能・対応サービス              | 主な機能・対応サービス         |
| ----------------------------------------------------------------------- | ------------------------------------------------ | ----------------------------------- | ------------------------------ |
| auウィジェット Webブラウザ                                              | LISMO! for Android メディアプレイヤー LISMO WAVE | おサイフケータイ NFC                | ワンセグ フルセグ DLNA/DTCP-IP |
| au one メール PCメール Gmail EZwebメール                                | デコレーションメール デコレーションアニメ        | Skype au                            | PCドキュメント                 |
| au Smart Sports Run & Walk Karada Manager ゴルフ(web版) Fitness、歩数計 | GPS 方位計                                       | au oneナビウォーク au one助手席ナビ | au one ニュースEX au one GREE  |
| かんたんメニュー じぶん銀行                                             | 緊急速報メール                                   | Bluetooth                           | 無線LAN機能 (Wi-Fi)            |
| 赤外線通信                                                              | WIN HIGH SPEED au 4G LTE                         | グローバルパスポート                | auフェムトセル                 |
| microSD microSDHC                                                       | モーションセンサー(6軸)                          | 防水 防塵                           | 簡易留守録 着信拒否設定        |

## アップデート・不具合など
2014年1月14日のアップデート
- スリープ画面にて電源キーを押下しても画面が点灯しない場合がある不具合を修正する[11][12]。

2014年4月17日のアップデート
- 電源キーを押した時の画面点灯に時間がかかる場合がある。
- 「ギャラリー」で、一部の写真が表示されない場合がある。

## 歴史
- 2013年（平成25年）10月2日 - KDDI、および富士通モバイルコミュニケーションズより公式発表。
- 2013年10月22日 - 連邦通信委員会（FCC）を通過[13]。
- 2013年11月22日 - 全国一斉発売開始。
- 2022年（令和4年）3月31日 - CDMA 1X WIN（au 3G）のサービスの終了・停波に伴い、以後はWi-Fiおよび4Gサービスによるデータ通信のみの利用となる。